# 黑棘皮症
黑色棘皮症（拉丁语: Acanthosis nigricans），又名棘皮症、黑棘皮症、黑棘皮病、棘皮病等，常伴有肥胖的一種皮膚病變。以皮肤色素增加、天鹅绒样增厚、角化过度、疣状增殖为特征的皮肤病。
可为一种副腫瘤症候群、先天性/發育性病症。

## 症狀
多發於皮膚褶皺處，如腋下、頸頜、股溝、外陰。顧名思義，患處會呈現暗黑、污褐色、灰色、斑塊狀、色素沉著，伴有天鹅绒状、乳頭瘤狀、雞冠皮嵴狀的凸起、增生、皮膚損傷，亦可伴皮贅發生。

## 病因
黑色棘皮症成因有很多，包括：

### 肥胖
這是最常見的病因，患處呈暗黑斑狀、圈狀或帶狀分佈皮膚褶皺之間，常被人誤認為“洗不乾淨”。

### 良性型
此種由顯性遺傳引起，多有家族集聚情況。注意，此種情況只表現於皮膚異常，與內臟無關。

### 症候群引發
某些症候群的症狀就有黑色棘皮症：
1. 糖尿病：糖尿病引發的黑色棘皮症也很常見，常稱「高雄性素血症/胰島素抗性-黑色棘皮症」（HyperAndrogenemia/Insulin Resistance-Acanthosis Nigricans，簡稱HA/IRAN），常用作糖尿病患特徵之一。
2. 結締組織病變：如硬皮症、Rud syndrome、Bloom syndrome、Lawrence-Seip syndrome、Crouzon syndrome等。
3. 多囊卵巢症候群：黑色棘皮症為多囊卵巢症候群[3]臨床表現危害之一，屬於較為複雜的婦科病。

### 癌症
常有胃癌、胃腺癌（gastric adenocarcinoma）、支氣管癌（bronchogenic carcinoma）等引發，患部多為口腔黏膜、手掌等。可能與TGF-alpha（transforming growth factor-alpha）濃度上升有關。

### 藥物
- 類固醇（包括口服型、注射型）
- 避孕藥
- 雌性激素 如diethylstilbestrol（DES）
- 胰島素如皮下胰島素注射（subcutaneous insulin injection）
- 抗生素 如夫西地酸（fusidic acid）
- 雄性激素
- 其他

1. 菸鹼酸（niacin, nicotinic acid)
2. 三嗪環（triazinate，簡稱TZT)
3. 生長激素（somatotrophin）

### 內分泌
- 甲狀腺機能亢進（甲狀腺激素過高）
- 甲狀腺激素不足
- 肢端肥大癥

## 機理病因
上述各種成因引起的患者的表皮層角質細胞、真皮層纖維母細胞增生過度、導致棘細胞層增厚，皮膚毛囊角化過度引起。此為患病直接原因。

## 治療
1. 一般肥胖引起的黑色棘皮症只需減重[4]後可以自然痊癒。而且無論患者或是已經痊癒的人都須注意血糖的濃度[5]。
2. 目前一般認為維他命A酸是治療此病的有效藥物[6]，可外用0.1%維他命A酸軟膏，酌情加用角質軟化劑。

## 資料來源
1. ↑  . e生網.   [2011-05-22]. （原始内容存档于2011-11-10）.
2. ↑  . 火罐網.   [2011-05-22]. （原始内容存档于2012-08-22）.
3. ↑  .   [2011-05-22]. （原始内容存档于2011-06-06）.
4. ↑  . 壹貳零健康知識問答網.   [2011-05-22]. （原始内容存档于2008-05-16）.
5. ↑  . 國際厚生健康園區編輯群.   [2011-05-22]. （原始内容存档于2016-03-12）.
6. ↑  . 北京京城皮膚病醫院. 2010年7月7日  [2011年5月22日]. （原始内容存档于2011年12月8日）.